# Auguste Le Goff
Pour les articles homonymes, voir Le Goff.
Auguste Le Goff, né le 2 juin 1902 à Locminé (Morbihan) et mort le 1er avril 1949 à Vannes (Morbihan), est un homme politique français. Il est conseiller de la République (1946-1948) puis sénateur (1948-1949).

## Biographie
Après des études en philosophie, Auguste Le Goff œuvre au sein de la Mutualité agricole du Morbihan, qu'il a présidée. À ce titre, il travaille à créer plus de 400 caisses locales d'assurances mutuelles pour les agriculteurs de dix départements de l'Ouest.

### Conseil de la République
En 1946, il se présente aux élections au Conseil de la République sur la liste MRP en plaidant pour un projet de sécurité sociale pour les agriculteurs français. Élu le 8 décembre, il siège à la Commission de l'agriculture, à la Commission des allocations familiales et à la Commission de la famille, de la population et de la santé publique. Il se consacre exclusivement aux lois sociales touchant le monde paysan.

### Sénat
Lorsque le Sénat remplaça le Conseil de la République, en 1948, Le Goff se présente comme candidat indépendant et est réélu facilement. Il meurt brusquement, alors qu'il achevait la préparation d'un projet de loi destiné à regrouper et à harmoniser toutes les lois sociales agricoles.